# Monique Atlan
Pour les articles homonymes, voir Atlan.
Monique Atlan est une journaliste et animatrice de télévision française.

## Biographie

### Formation
Monique Atlan est titulaire d'une licence de droit, diplômée de l'Institut d'études politiques de Paris et de l'Institut national des langues et civilisations orientales.

### Carrière
Monique Atlan est rédactrice en chef et productrice à France 2. Elle devient journaliste au journal de 20 heures d'Antenne 2 de 1977 à 1993 dans le domaine culturel.

Parallèlement, elle dirige pendant 10 ans la rubrique des livres du mensuel Sciences et Avenir.
En 1993, elle produit le programme court tout en images, Un livre, des livres, fonde le 1er Prix littéraire de France 2 en 1994.
En 2001, elle réalise avec le philosophe Roger-Pol Droit, le programme Vues de l'esprit pour France 5, adaptation en 40 épisodes du livre 101 expériences de philosophie quotidienne (Édition Odile Jacob).
Depuis 2008, elle présente Dans quelle éta-gère, un programme court quotidien de 2 minutes, multi-diffusé, dans lequel un écrivain présente son ouvrage. La même année, elle fonde le Forum des lecteurs de France 2 - Dans quelle éta-gère qui réunit les téléspectateurs de France 2 intéressés par la lecture. En 2013, l'émission fête son 1000e numéro. Elle est également membre du jury des Prix littéraires de France Télévisions.
Elle publie avec Roger-Pol Droit Humain. Enquête sur ces révolutions qui changent nos vies chez Flammarion en  2012 et L’espoir a-t-il un avenir ? chez la même maison d'édition en  2016,,.
En 2021, elle publie à nouveau un ouvrage commun avec Roger-Pol Droit, Le sens des limites, qui interroge la notion de frontière à l'aune de concepts contemporains - entre autres - tels le transhumanisme, l'antispécisme, la décroissance, mais aussi au travers du capitalisme, et en distinguant trois attitudes successives envers les limites à travers les âges - respecter les limites (Antiquité) ; dépasser les limites (Modernité) ; effacer les limites (Postmodernité),.